# Nejvyšší soud Republiky Slovinsko
Nejvyšší soud Republiky Slovinsko (slovinsky Vrhovno sodišče Republike Slovenije; VS RS) se sídlem v Lublani je vrcholným soudním orgánem, který rozhoduje o řádných a mimořádných právních prostředcích a je činný i v dalších zákonem stanovených případech.

## Historie
S koncem první světové války přišlo území Slovinska o nejvyšší soudní těleso, neboť Oberster Gerichts- und Kassationshof se sídlem ve Vídni, jenž zastával pro oblasti dnešního Slovinska s výjimkou Zámuří funkci nejvyššího soudu, zůstal na území jiného státu. V listopadu 1918 byl zřízen Vrchní zemský soud v Lublani (Višje deželno sodišče), který se stal prvním soudem v moderní historii Slovinska, který měl své sídlo ve Slovinsku a vykonával funkce nejvyššího soudu. Takové postavení si však Vrchní zemský soud v Lublani udržel jen krátce, neboť na konci roku 1919 přešla jeho funkce v zásadě nejvyššího soudu na zvláštní úsek soudu v Záhřebu. Ke změně došlo v říjnu 1939, kdy byl zřízen Nejvyšší soud v Lublani (Vrhovno sodišče), který se stal skutečně prvním slovinským nejvyšším soudem. Nejvyšší soud fungoval i po italském záboru, jeho činnost však byla zrušena v říjnu 1943 Němci. V období let 1941 až 1943 vykonával svou funkci jen pro území Lublaňské provincie. Část agendy Nejvyššího soudu přešla po jeho zrušení v roce 1943 na Vrchní soud v Lublani. Tento stav trval až do května 1945.
V rámci poválečné Jugoslávie byla zakotvena mimo jiné soustava tzv. řádných soudů tvořená Nejvyšším soudem federace, nejvyššími soudy republik a autonomních oblastí, obvodními a obecními soudy, vojenskými soudy a soudy specializovanými. Ve Slovinsku byly zřízeny jen soudy základní, vyšší a Nejvyšší soud. Činnost republikových nejvyšších soudů byla zahájena v srpnu 1945.
Nejvyšší soud Lidové republiky Slovinsko (LRS) byl upraven v čl. 106 a 112 až 114 Ústavy Lidové republiky Slovinsko z ledna 1947. Podle čl. 112 Ústavy byli soudci a předseda Nejvyššího soudu LRS voleni Lidovou skupščinou LRS. Ústava Nejvyšší soud vymezovala jako nejvyšší soudní orgán ve Slovinsku. Pro situace, kdy měl Nejvyšší soud rozhodovat v prvním a kdy ve druhém stupni, odkazovala ústava na prováděcí předpis. Zároveň bylo Ústavou vymezeno právo Nejvyššího soudu přezkoumávat zákonnost pravomocných rozhodnutí všech soudů v LRS, pokud nebyla v souladu se svazovými předpisy založena pravomoc federálního Nejvyššího soudu.
Nejvyšší soud LRS rozhodoval v trestních a civilních věcech o opravných prostředcích proti rozhodnutí okresních soudů, výjimečně rozhodoval v prvním stupni. Nejvyšší soud také dohlížel na činnost všech nižších soudů, rozhodoval spory o příslušnost, a to nejen mezi slovinskými soudy, ale i mezi soudy a dalšími orgány.
V Socialistické republice Slovinsko fungovaly do 31. prosince 1978 tyto řádné soudy: občinské (občinska sodišče), okresní (okrožna sodišče) a Nejvyšší soud. K 1. lednu 1979 se stal účinný zákon o řádných soudech z roku 1977, který zaváděl základní soudy (temeljena sodišča), vyšší soudy (višja sodišča) a Nejvyšší soud. V souladu s republikovou Ústavou z roku 1974 rozhodoval Nejvyšší soud o opravných prostředcích proti rozhodnutím obecných soudů, v některých případech rozhodoval jako soud prvního stupně a rozhodoval také o mimořádných opravných prostředcích. Úkolem Nejvyššího soudu bylo také zajistit jednotné uplatňování právních předpisů republiky.

## Současnost
Již Základní ústavní listina o samostatnosti a nezávislosti Republiky Slovinsko (Temeljna ustavna listina o samostojnosti in neodvisnosti Slovenije) z 25. června 1991 určovala, že všechny pravomoci, jimiž disponovaly svazové orgány, přecházejí na orgány republiky. Nejvyšší soud Republiky Slovinsko tak převzal všechny pravomoci Nejvyššího soudu SFRJ se sídlem v Bělehradě.
Ústava Republiky Slovinsko z prosince 1991 upravuje moc soudní v rámci hlavy čtvrté nadepsané jako státní zřízení. Podle čl. 127 Ústavy je Nejvyšší soud nejvyšším soudním tělesem ve Slovinsku, jež rozhoduje o řádných a mimořádných právních prostředcích, jakož i v dalších zákonem vymezených případech. Zákon o soudech se Nejvyššímu soudu věnuje v ustanovení článků 106 až 113a. Nejvyšší soud zpravidla rozhoduje v tříčlenném senátu, za určitých okolností může mít senát pět nebo sedm členů.
Nejvyšší soud vede od roku 1947 evidenci judikatury slovinských soudů a v současnosti také doprovodné judikatury mezinárodních soudů. Nejvyšší soud také odpovídá za ustálení judikatury.
Zákon také upravuje situace, kdy rozhoduje plénum Nejvyššího soudu tvořené všemi soudci Nejvyššího soudu. Plénum přijímá právní stanoviska v otázkách, které jsou důležité pro jednotné uplatňování právních předpisů, přijímá právní názor v otázkách soudní praxe, rozhoduje o iniciativách pro vydání nebo novelizaci zákona, poskytuje prostředky pro sledování rozhodovací činnosti soudů a vykonává další úkoly, které spadají do pravomoci Nejvyššího soudu, pokud to zákon stanoví. Právní názor pléna je závazný pro senáty soudu. Plénum Nejvyššího soudu se může platně usnášet za přítomnosti nejméně dvou třetin svých členů, k přijetí rozhodnutí je třeba souhlasu nadpoloviční většiny všech členů Nejvyššího soudu a většinu soudců oddělení, do jehož gesce daná právní otázka spadá.

### Předsedové
Prvním předsedou slovinského Nejvyššího soudu se 20. srpna 1945 stal dr. Alojzij Žigon. Ten požádal na jaře 1948 o zproštění funkce, a tak byl v květnu 1948 vystřídán dr. Teodorem Tominškem. V červnu 1951 zvolila Skupščina nového předsedu Nejvyššího soudu – dr. France Hočevara, který funkci zastával do října 1957, kdy byl odvolán. V listopadu 1957 byl pak do funkce zvolen Vladimir Krivic, jenž byl později i předsedou Ústavního soudu Socialistické republiky Slovinsko.
V období Nejvyššího soudu Socialistické republiky Slovinsko zastávali funkci předsedy Lojze Piškur a Jože Pavličič. Od roku 1981 byla předsedkyní Nejvyššího soudu Francka Strmole Hlastec.
Strmole Hlastec funkci opustila na vlastní žádost v lednu 1993. Novým předsedou soudu byl zvolen dr. Boris Strohsack, jenž v lednu 1995 odešel do důchodu. Poté, v době od ledna 1995 do prosince 1997, neměl Nejvyšší soud předsedu a jeho činnost řídili místopředsedové. V roce 1997 byl předsedou Nejvyššího soudu zvolen Mitja Deisinger, v roce 2003 se o funkci opět ucházel, ale Státní shromáždění ho nezvolilo. Předsedou byl pak v roce 2004 zvolen bývalý předseda Ústavního soudu Franc Testen, jenž funkci předsedy Nejvyššího soudu zastával až do února 2010. Jelikož byla v mezidobí přijata nová právní úprava, která měla zabránit opakování situace z let 1995 až 1997, jmenovala jednomyslně Soudní rada – jakmile se po uplynutí mandátu v únoru 2010 nepodařilo hned zvolit nového předsedu – prozatímní předsedkyni Alenku Jelenc Puklavec. Jelenc Puklavec byla v té době také služebně nejstarší soudkyně Nejvyššího soudu. Od 23. listopadu 2010 zastává funkci předsedy Nejvyššího soudu Branko Masleša.

### Soudní oddělení
Činnost soudu je organizována do šesti oddělení:
- trestní oddělení (kazenski oddelek)
- civilní oddělení (civilni oddelek)
- hospodářské oddělení (gospodarski oddelek)
- pracovní a sociální oddělení (delovni in socialni oddelek)
- správní oddělení (upravni oddelek)
- oddělení evidence (evidenčni oddelek)